# Ontrouw (film)
Ontrouw is een Nederlandse stomme film uit 1911 in zwart-wit. De film wordt gezien als een van de eerste langspeelfilms (voor die tijd was 40 minuten lang, de gemiddelde film duurde maar 7 à 10 minuten).

## Verhaal
De jonge vrouw Renee (Caroline van Dommelen) heeft een slecht huwelijk met haar man, een kolonel uit het leger (Kees Lageman). Ze wordt dan verliefd op een luitenant die onder haar man dient, Raoul (Louis Chrispijn jr). Even lijkt hun geheime relatie te werken, maar dan komt de kolonel erachter en trots als hij is, eist hij een duel met zijn luitenant. De kolonel verliest hierbij en sterft op het veld. Tijdens de sterfscène vervloekt hij zijn vrouw en haar minnaar.

## Rolverdeling
| Acteur                | Personage        |
| --------------------- | ---------------- |
| Kees Lageman          | Kolonel Brachart |
| Caroline van Dommelen | Renee Brachart   |
| Louis Chrispijn jr    | Luitenant Raoul  |
| Jan Buderman          |                  |
| Jan van Dommelen      |                  |

1896-1909 · 1910-19 · 1920-29 · 1930-39 · 1940-49 · 1950-59 · 1960-69 · 1970-79 · 1980-89 · 1990-99 · 2000-09 · 2010-19
· 2020-29